# 妮基·塞伦加
妮基·塞伦加（英語：Nikki Serlenga，1978年6月20日—），美国女子足球运动员，场上位置是中场。她曾代表美国国家队参加2000年夏季奥林匹克运动会足球比赛，获得一枚银牌。